# Voleibol en los Juegos Centroamericanos y del Caribe

Voleibol

La prueba de Voleibol fue admitida en los Juegos Centroamericanos y del Caribe desde la segunda edición que se celebró en La Habana en Cuba en 1930.
Pero fue hasta 1959 en la edición de Caracas, Venezuela cuando se realizó en la rama femenina.

## Medallero Histórico Masculino
Actualizado San Salvador 2023
| Núm. | País                       | Oro | Plata | Bronce | Total |
| ---- | -------------------------- | --- | ----- | ------ | ----- |
| 1    | Cuba (CUB)                 | 11  | 3     | 4      | 18    |
| 2    | México (MEX)               | 6   | 6     | 6      | 18    |
| 3    | Puerto Rico (PUR)          | 5   | 5     | 4      | 14    |
| 4    | República Dominicana (DOM) | 1   | 3     | 1      | 5     |
| 5    | Venezuela (VEN)            | 0   | 5     | 7      | 12    |
| 6    | Colombia (VEN)             | 0   | 1     | 0      | 1     |
| 7    | El Salvador (ESA)          | 0   | 0     | 1      | 1     |

## Medallero Histórico Femenino
Actualizado Barranquilla 2018
| Núm. | País                        | Oro | Plata | Bronce | Total |
| ---- | --------------------------- | --- | ----- | ------ | ----- |
| 1    | Cuba (CUB)                  | 8   | 2     | 1      | 11    |
| 2    | República Dominicana (DOM)  | 7   | 1     | 4      | 12    |
| 3    | México (MEX)                | 3   | 7     | 3      | 13    |
| 4    | Puerto Rico (PUR)           | 0   | 5     | 2      | 7     |
| 5    | Venezuela (VEN)             | 0   | 2     | 5      | 7     |
| 6    | Colombia (COL)              | 0   | 1     | 0      | 1     |
| 7    | Costa Rica (CRC)            | 0   | 0     | 1      | 1     |
| 7    | Panamá (PAN)                | 0   | 0     | 1      | 1     |
| 7    | Antillas Neerlandesas (AHO) | 0   | 0     | 1      | 1     |

## Medallero Histórico General
Actualizado a Barranquilla 2018
| Núm. | País                        | Oro | Plata | Bronce | Total |
| ---- | --------------------------- | --- | ----- | ------ | ----- |
| 1    | Cuba (CUB)                  | 18  | 5     | 5      | 28    |
| 2    | México (MEX)                | 9   | 13    | 9      | 31    |
| 3    | República Dominicana (DOM)  | 8   | 3     | 7      | 18    |
| 4    | Puerto Rico (PUR)           | 5   | 10    | 5      | 20    |
| 5    | Venezuela (VEN)             | 0   | 7     | 12     | 19    |
| 6    | Colombia (COL)              | 0   | 2     | 0      | 2     |
| 7    | Antillas Neerlandesas (AHO) | 0   | 0     | 1      | 1     |
| 7    | Costa Rica (CRC)            | 0   | 0     | 1      | 1     |
| 7    | El Salvador (ESA)           | 0   | 0     | 1      | 1     |
| 7    | Panamá (PAN)                | 0   | 0     | 1      | 1     |

- Datos: Q55642621